# Mario Pokar
Mario Pokar (* 18. Januar 1990 in Usingen) ist ein deutscher Fußballspieler.

## Karriere

### Verein
In der Jugend spielte Pokar zunächst für die Kickers aus Offenbach, bevor er zu Eintracht Frankfurt wechselte. Dort durchlief er, mit Ausnahme einer dreimonatigen Leihe zu den Blackburn Rovers, alle Jugendmannschaften und kam dort schließlich ab der Saison 2007/2008 auch zu Einsätzen in der zweiten Mannschaft, die damals in der Oberliga Hessen bzw. in der Regionalliga Süd antrat. Daneben spielte er weiterhin in der A-Jugend-Bundesliga Süd/Südwest.
Zur Spielzeit 2009/2010 wurde er vom SV Sandhausen verpflichtet und erhielt einen Vertrag bis 2012. Dort bestritt er am 12. September 2009 sein Profidebüt in der dritthöchsten deutschen Spielklasse, als er beim 4:2-Heimsieg gegen die zweite Mannschaft des FC Bayern München in der 87. Minute für Sebastian Fischer eingewechselt wurde. Zur Saison 2010/11 wechselte Pokar zu KSV Hessen Kassel in die Regionalliga.
Im Juli 2012 wechselte er zum 1. FC Kaiserslautern, bei dem er vorerst nur in der zweiten Mannschaft zum Einsatz kam. Er wurde jedoch mehrfach für den Profikader nominiert, zum ersten Mal am 26. Oktober 2012 beim Auswärtsspiel gegen den 1. FC Köln. Am 16. Oktober 2015 wurde er, in der 83. Spielminute beim Auswärtsspiel gegen den SV Sandhausen, erstmals bei einem Pflichtspiel des Profikaders eingewechselt.
Zur Saison 2016/17 wechselte Pokar zum Luxemburgischen Meister und Pokalsieger F91 Düdelingen. Hier konnte er dreimal die Meisterschaft, zweimal den Pokal und Ligapokal gewinnen. Nach der Saison 2020/21 beendete Pokar sein Engagement in Düdelingen und schloss sich dem Ligakonkurrenten RFC Union Luxemburg an. Im Mai 2022 gewann er dort erneut den nationalen Pokal durch einen 3:2-Finalsieg über den F91 Düdelingen.
Nach einem weiteren Jahr in Luxemburg schloss Pokar sich im Sommer 2023 dem SC Halberg Brebach in der saarländischen Verbandsliga Südwest an. Dort absolvierte er 32 Ligaspiele, traf dabei 31 Mal und hatte damit maßgeblichen Anteil an der Rückkehr in die Saarlandliga.

### Nationalmannschaft
Am 13. und 15. November 2007 bestritt Pokar unter Trainer Horst Hrubesch zwei Testspiele für die deutsche U-18-Nationalmannschaft gegen Irland.

## Erfolge
- Luxemburgischer Meister: 2017, 2018, 2019
- Luxemburgischer Pokalsieger: 2017, 2019, 2022
- Luxemburgischer Ligapokalsieger: 2016, 2018